# بيتر هال (أستاذ جامعي)
بيتر هال (بالإنجليزية: Peter Hall)‏ هو مخطط حضري وجغرافي بريطاني، ولد في 19 مارس 1932 في هامبستاد في المملكة المتحدة، وتوفي في 30 يوليو 2014 في لندن في المملكة المتحدة.